# Badania historyczno-terenowe
Badania historyczno-terenowe – koncepcja badań zaproponowana przez polskiego socjologa Kazimierza Dobrowolskiego, łącząca perspektywy socjologiczną i historyczną.
Dobrowolski uważał, że tradycyjne metody badawcze stosowane w socjologii i historii są niewystarczające i ograniczone. Historycy w swoich badaniach opierają się przede wszystkim na materiałach pisanych, w szczególności na archiwach, natomiast socjolodzy skupiają się na badaniu współczesnego stanu społeczeństw. Badania historyczno-terenowe mają łączyć podejścia obu nauk i tym samym uzupełniać ich braki. Historycy powinni więc być zainteresowani również badaniem życia obecnego, a socjolodzy odtwarzaniem przeszłości. 
Podstawą teoretyczną badań historyczno-terenowych była metoda integralna Dobrowolskiego. Badacz powinien wykorzystywać i łączyć różne techniki badawcze, oraz starać się uchwycić całokształt uwarunkowań historycznych, geograficznych i społecznych danego zjawiska. Pozostałymi założeniami metody były: holizm, funkcjonalizm oraz historyzm. 
Wszelki redukcjonizm w podejściu do zjawisk społecznych jest niedopuszczalny i starając się je zrozumieć, należy wgłębić się w całokształt czynników prowadzących do ich wytworzenia. Ten całokształt czynników nazywany jest podłożem historycznym. W ogólnych zarysach można w nim wyróżnić podłoże geograficzne, demograficzne oraz kulturowe. Podłoże kulturowe jest najbardziej złożone i najtrudniej je zrekonstruować. Składają się na nie te elementy rzeczywistości społecznej, które zostały przekazane przez poprzednie pokolenia, a więc m.in. wytwory materialne, sposoby porozumiewania się, wiedza, zwyczaje, wierzenia, stereotypy czy organizacja produkcji. 
Wiele z elementów podłoża kulturowego stanowi przeżytek kulturowy, tzn. zostało wytworzone na potrzeby innego stanu społecznego, lecz zachowało się do stanów obecnych. Badanie przeżytków pozwala historykom docierać do przeszłych stanów społecznych, a tym samym wzbogacać i uzupełniać materiał ze źródeł archiwalnych. Niektóre wspólnoty lokalne przechowały więcej przeżytków niż inne i tym samym stanowią lepszy przedmiot badań.
Koncepcja badań historyczno-terenowych kształtowała się stopniowo. W latach dwudziestych i trzydziestych XX wieku Dobrowolski prowadził badania w Karpatach i na Podhalu, na temat formowania się osadnictwa i kultury ludowej. Zauważył wtedy, że wiele elementów kultury (np. formy uprawy roli) zachowało się tam w archaicznej postaci. Stało się to podstawą poszukiwań metodologicznych, które jednak przerwała wojna. W okresie powojennym koncepcja badań była rozwijana m.in. poprzez badanie wsi małopolskich pod kątem spotykanych tam przeżytków pańszczyźnianych.

istota [badań historyczno-terenowych] polega na rekonstrukcji faktów i procesów historycznych na podstawie danych źródłowych, zbieranych aktualnie w terenie, które: a) tkwią w pamięci ludzi żyjących i w ich działaniach opartych na dawnych wzorach; b) są reprezentowane przez pomniki materialne zachowane jako ślad minionej przeszłości

Dobrowolski wskazuje na 5 kategorii danych, do których można dotrzeć za pomocą badań historyczno-terenowych:
1. „dane dotyczące faktów i procesów minionego życia, które tkwią w pamięci ludzi żyjących”
2. „instytucje i normy społeczne o charakterze reliktowym, które reprezentują minione epoki historyczne i regulują według własnych wzorów działania coraz mniejszego zespołu ludzi”
3. „zachowane umiejętności techniczne o charakterze reliktowym, coraz rzadziej stosowane”
4. „materialne pomniki źródłowe, zachowane w terenie jako ślady minionej przeszłości (narzędzia produkcji, dawne ustroje gruntowe, domy, urządzenia wnętrz mieszkalnych)”
5. „zachowane w terenie niematerialne wytwory dawnej kultury (np. ludowe utwory literackie)”

W rekonstrukcji podłoża historycznego nacisk położono na krzyżowanie różnych metod badawczych (co czyni Dobrowolskiego pionierem triangulacji). Największe znaczenie przypisywano wywiadom, badaniom ankietowym, obserwacji, badanom archiwalnym, choć Dobrowolski dopuszczał też inne metody badawcze (np. metodę biograficzną). Akcent na socjologiczne badania żywej tradycji i włączanie ich w warsztat pracy historyka, czyni z Dobrowolskiego prekursora historii oralnej w Polsce.

## Prace oparte na badaniach historyczno-terenowych
- Danuta Dobrowolska: Górnicy salinarni Wieliczki w latach 1880–1939. Studium historyczno-socjologiczne załogi robotniczej. Wrocław: 1965. Brak numerów stron w książce
- Kazimierz Dobrowolski: Dwa studia nad powstaniem kultury ludowej w Karpatach Zachodnich. Lwów: 1938. Brak numerów stron w książce
- Kazimierz Dobrowolski: Chłopska kultura tradycyjna (próba teoretycznego zarysu na podstawie materiałów źródłowych XIX i XX w. z południowej Małopolski, Etnografia Polska t. I, s. 19–56, 1958. Brak numerów stron w książce
- Kazimierz Dobrowolski: Przeszłość Podhala. Uwagi metodyczne i program badania. W: Pasterstwo Tatr Polskich i Podhala, t. VIII. Włodzimierz Antoniewicz (red.). Wrocław: Zakład Narodowy im. Ossolińskich, 1970. Brak numerów stron w książce